# Scheimpflugs princip
Scheimpflugs princip är en optisk regel som beskriver i vilken riktning ett objektivs skärpeplan (objektplan) avbildas på bildplanet (fokalplanet), när objektivet inte är parallellt med detsamma. Detta tillämpas regelmässigt i en storformatskamera, eller med s.k. tilt-and-shift-objektiv i systemkameror (särskilt då tilt-funktionen).
Principen är uppkallad efter den österrikiske kaptenen Theodor Scheimpflug, som använde den för perspektivkorrektion vid flygfotografering. Scheimpflug refererade till denna princip i sin brittiska patentansökan år 1904. Själv gjorde han inga anspråk på att ha upptäckt principen, som även är beskriven av Jules Carpentier år 1901 och kan härledas från Gérard Desargues sats, med flera.

## Beskrivning
Vanligtvis är skärpe- och bildplanet parallella i en kamera. Om ett plant motiv är parallellt med bildplanet kan det sålunda avbildas i sin helhet skarpt i bilden. Om det å andra sidan inte är parallellt, då kan det endast avbildas skarpt, där motivet skär genom skärpeplanet, som visas i figur 1.
När en tänkt tangent dras från bildplanets förlängning genom motivplanet, finns det en exakt given vinkling av objektivplanet som ger en skarp avbildning av motivplanet på fokalplanet. Observera här att objektivplanets vinkling är sådan att den skär igenom skärningspunkten för skärpeplanet och bildplanet, se figur 2.